# Попе (село)
Попе (латыш. Pope, лив. Pūoip, нем. Popen, рус. дореф. Попенъ) — населённый пункт в Вентспилсском крае Латвии. Административный центр Попской волости. Находится у автодороги A10 (E22). Расстояние до города Вентспилс составляет около 20 км. По данным на 2015 год, в населённом пункте проживало 598 человек. Есть волостная администрация, начальная школа, детский сад, дом культуры, библиотека, музей, почтовое отделение, фельдшерский пункт, гостиница, лютеранская церковь, кладбище.

## История
Впервые упоминается в 1231 году. В XVII веке здесь была построена усадьба (позднее перестраивалась).
В советское время населённый пункт был центром Попского сельсовета Вентспилсского района. В селе располагался колхоз «Саркана булта».

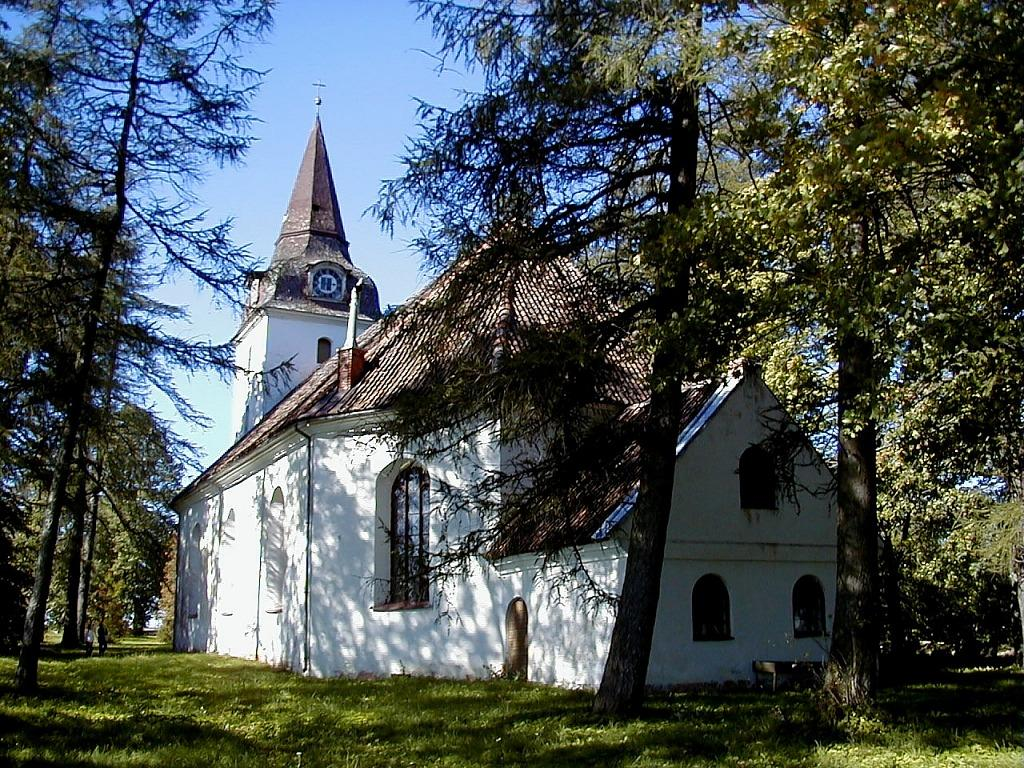
Лютеранская церковь
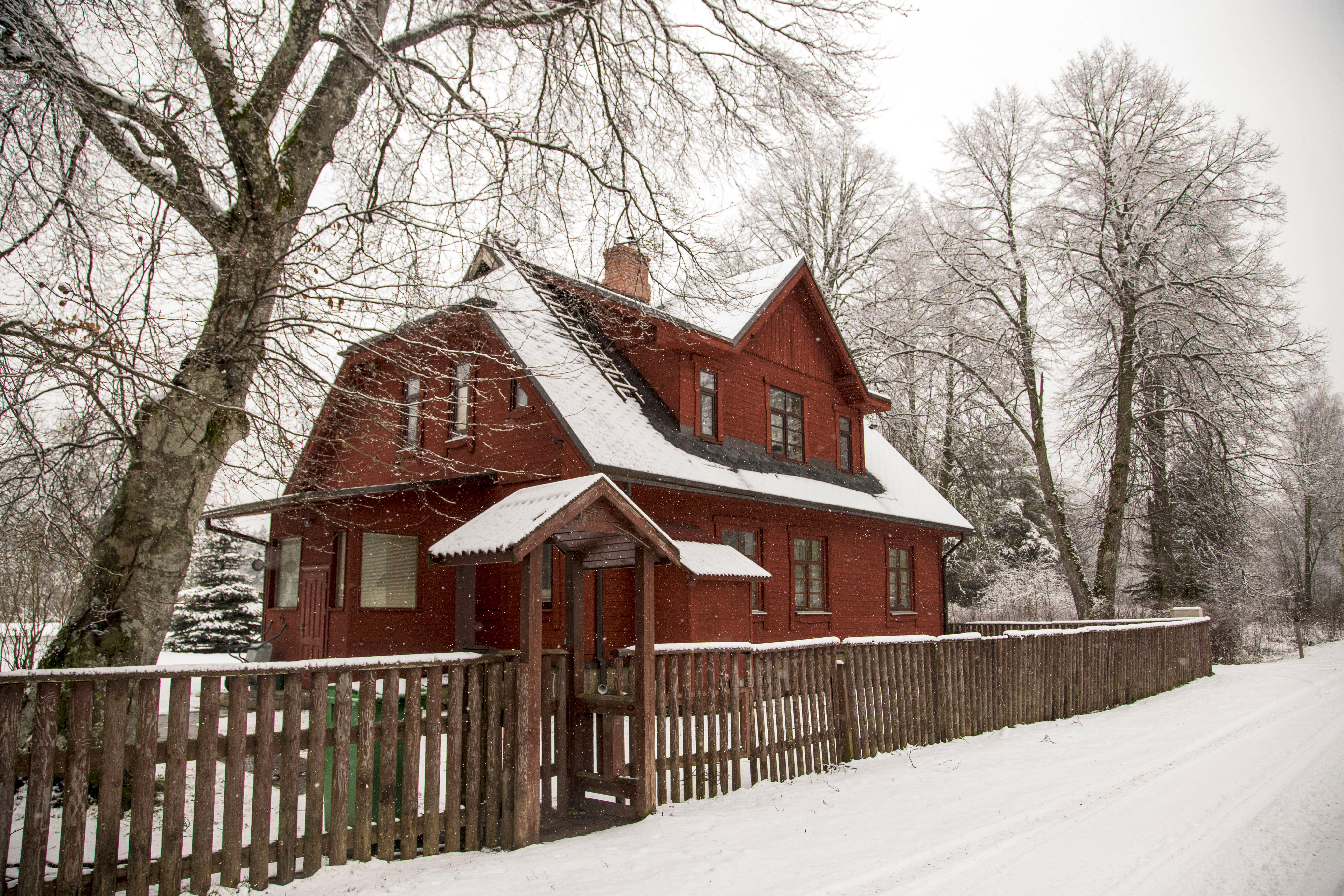
Бывшая железнодорожная станция